# Ultramaryna (miejski przewodnik)
Ultramaryna – lokalny bezpłatny przewodnik o tematyce społeczno-kulturalnej. Miesięcznik jest wydawany od 2001 roku w Katowicach w formie papierowej i internetowej. Zasięgiem obejmuje obszar 9 największych miast konurbacji górnośląskiej (Bytom, Chorzów, Gliwice, Katowice, Mikołów, Ruda Śląska, Sosnowiec, Tychy, Zabrze).
Ultramaryna jest adresowana do osób zainteresowanych i uczestniczących w życiu kulturalnym regionu, a także tych, które pragną aktywnie uczestniczyć w jego współtworzeniu. Zawiera zarówno informacje dotyczące projektów oficjalnych i promowanych, jak i nowatorskich, niezależnych inicjatyw kulturalnych. Stanowi źródło informacji związanych z muzyką, filmem, teatrem i sztukami plastycznymi – szeroko pojętą kulturą.
Magazyn publikowany jest w cyklu miesięcznym (11 numerów w roku, wakacyjny numer obejmuje dwa miesiące). Nakład: 10 000 egz. (kontrolowany przez ZKDP). Zasięg: 9 miast. Objętość: 24-52 strony. Dystrybucja w 200 punktach (kina, teatry, galerie, puby, restauracje, szkoły wyższe) na terenie konurbacji.

## Stałe rubryki
Na numer składają się teksty o charakterze magazynowym oraz
przewodnikowym w rubrykach:
- > świeża crew – młode talenty będące na starcie swojej kariery
- > ultra_temat – bieżące zagadnienia kulturalne i społeczne
- > film > muzyka > scena > sztuka – teksty i wywiady zapowiadające najciekawsze wydarzenia miesiąca + kalendaria – spis wszystkich wydarzeń w każdym z miast
- > ostatnie słowo – słownik ilustrowany języka niemieckiego i polskiego Andrzeja Tobisa (również w wersji internetowej: ultramaryna.pl/ostatnieslowo)

## Wydanie internetowe
Serwis ultramaryna.pl aktualizowany jest codziennie. Zawiera wszystkie treści z wydania papierowego, uaktualnione i uzupełnione o nowe informacje napływające w ciągu miesiąca.
Ważną opiniotwórczą częścią serwisu są blogi, m.in.
- Masowa Konsumpcja Kultury Masowej (blog Marcelego Szpaka: ultramaryna.pl/mkk)
- Pocztówki z Paranoi (blog Łukasza Najdera: ultramaryna.pl/pzp)
- Nowa Sztuczna Inteligencja (blog Sebastiana Cichockiego: ultramaryna.pl/ai).

Serwis stanowi platformę do wymiany opinii, stąd obecność forów dyskusyjnych oraz relacji z imprez, które tworzą internauci. Serwis zawiera też bazę adresową instytucji kultury i lokali gastronomicznych.